# Laguna Tishguyoc
La laguna Tishguyoc, o Tishuyoc, es una laguna de agua dulce de origen glaciar ubicada en el distrito de Chavín de Huántar, provincia de Huari, región Áncash, Perú. Se encuentra en la Cordillera Blanca, al final de la quebrada Hualmish, a una altitud de 4200 m s.n.m., dentro del Parque nacional Huascarán. A 100 m más arriba en la quebrada se encuentra la laguna Yanacocha, y más abajo, a unos 200 m, se encuentra la laguna Altar. La laguna se alimenta de las aguas que descienden del nevado Yanamarey.
De acuerdo a Wilhem Diessl, el valle de la quebrada de Hualmish, en donde se encuentra la laguna, «tiene un aura sagrada». En un sitio arqueológico cerca de la laguna Altar, se ubica el sitio Altar (Tishu 3) a una altura de 4079 m cerca de una cascada. En una de las esquinas de la estructura se encuentra un nicho en donde se depositan ofrendas por parte de los visitantes buscando fertilidad para sus cultivos y animales.
En 2023, la Municipalidad distrital de Chavín de Huántar organizó una caminata que incluyó ofrendas por el solsticio de junio y actividades de limpieza de los residuos sólidos.
La forma más fácil de acceder es desde la catarata La Celosa, cerca al pueblo de Tambillos, al lado de la carretera Cátac-Chavín-Huari (Ruta departamental AN-110), desde donde se ingresa a la quebrada Chichis y luego de un atravesar un abra se desciende a la quebrada Hualmish en donde se ubica la laguna.